# Srednji Vrh (gmina Kranjska Gora)
Srednji Vrh – wieś w Słowenii, w gminie Kranjska Gora. W 2018 roku liczyła 32 mieszkańców.